# تششمة دراز (مقاطعة دهغلان)
تششمة دراز (بالفارسية: چشمه دراز) هي قرية تقع في قسم ايلان الشمالي الريفي (مقاطعة دهغلان) في إيران. يقدر عدد سكانها بـ 134 نسمة .